# Trouw
Trouw és un diari neerlandès de mida compacta. Es va fundar el 1943 com a diari ortodox protestant clandestí, durant la Segona Guerra Mundial. Des de 2009, és propietat de De Persgroep. Trouw va rebre el Premi Europeu de premsa el 2012. Cees van der Laan és l'editor en cap actual.
Trouw és una paraula neerlandesa que significa "fidelitat" o "lleialtat" i és cognate amb l'adjectiu anglès "cert". El nom va ser escollit per reflectir la lleialtat a Déu i al País malgrat l'ocupació alemanya dels Països Baixos.
Trouw va ser iniciat durant la Segona Guerra Mundial per membres de la resistència protestant neerlandesa. Centenars de persones implicades en la producció i la distribució del diari van ser arrestades i assassinades durant la guerra. Va ser publicat irregularment durant la guerra a causa de manca de paper. L'agost de 1944 les forces d'ocupació Nazis van intentar parar la publicació encerclant i empresonant alguns dels 130 correus. Van emetre un ultimàtum als dirigents de Trouw però els editors no van cedir i els correus capturats van ser executats. Una de les persones que van perdre la vida durant la guerra a causa de la seva implicació amb el diari fou el co-fundador de Trouw i membre de resistència Wim Speelman.
Després de la guerra la publicació esdevingué diària, amb lleialtat a l'Església Reformada dels Països Baixos. El 1967, l'editor en cap del diari va aclarir que Trouw no havia de ser considerat només un diari per a cristians sinó per a tothom. Amb el pas del temps el percentatge de lectors de Trouw que pertanyen a va l'Església Reformada van disminuir considerablement: el 1965 un 69% dels lectors pertanyien a una d'aquelles esglésies, però el 1979 havia caigut a un 48%, i el 1999 a un 28%. La circulació al final del segle XX era poc més de 133.000.
El 3 de febrer de 2005 Trouw va canviar el seu format de Gran format per compacte. Van pretendre romandre com un diari arrelat en una tradició cristiana i per ser una font de contemplació i inspiració per tothom qui tingués una necessitat d'orientació moral i espiritual."
Avui, Trouw és una part del De Persgroep Nederland, el nom donat al grup de PCM anterior després de la casa editorial belga De Persgroep va comprar una participació majoritària de PCM a l'estiu de 2009. NRC Handelsblad, Het AD, Het Parool i de Volkskrant són també propietat de De Persgroep Nederland. NRC Handelsblad va ser venut abans de l'estiu de 2010. Letter & Geest és el suplement setmanal de Trouw.